# Сан-Джуліо (острів)

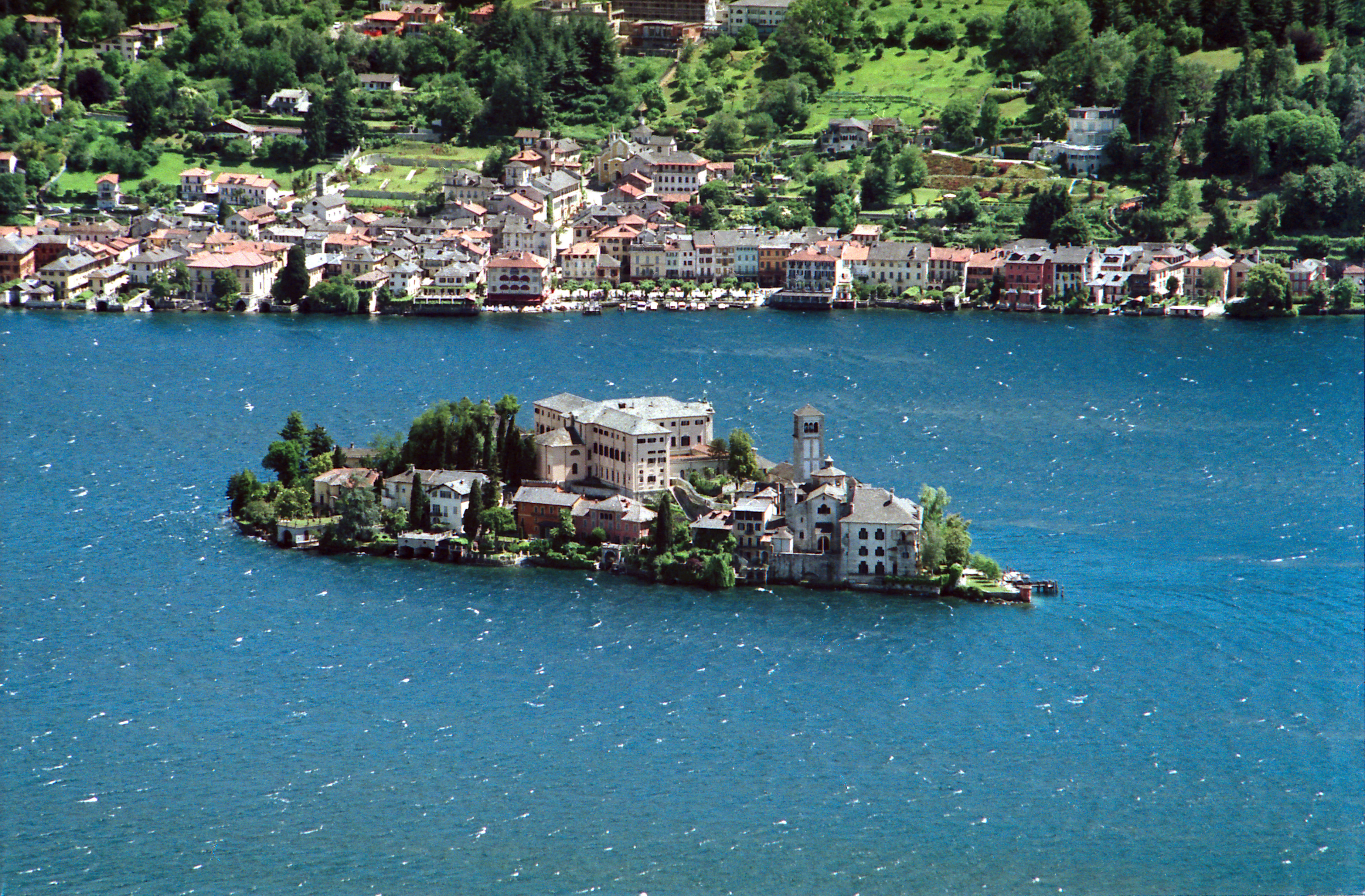
Острів Орта (о. Сан-Джуліо)

Сан-Джу́ліо (італ. Isola di San Giulio) — острів на озері Орта в П'ємонті на північному заході Італії. Довжина острова з півночі на південь — 275 м. Ширина — 140м (схід — захід). Найбільша будівля на острові — Базиліка Сан Джуліо, яку в IX столітті збудував єпископ з Новари.
| Острів | Це незавершена стаття про острів, чи острови. Ви можете допомогти проєкту, виправивши або дописавши її. |

| Італія | Це незавершена стаття з географії Італії. Ви можете допомогти проєкту, виправивши або дописавши її. |